# 아르헨티나 상원
아르헨티나 국가 상원(스페인어: Senado de la Nación Argentina)은 아르헨티나 국민의회의 상원이다.
본래 정원 48명으로 주의회에서 간접선출하였으나 1994년 헌법개정으로 간접선거제는 폐지되고 정원은 72명으로 늘어났다. 상원의원은 주 단위 직접선거로 선출되며, 각 주마다 득표수 1위 정당이 2석, 2위 정당이 1석을 가져가는 방식이다. 또한 헌법 제55조에 의하여 상원의원은 30세가 넘어야 하고 6년 이상 아르헨티나의 시민권을 가져야 하며 출마 지역 출신이거나 그곳에서 2년 이상 거주하고 있어야 한다.

## 같이 보기
- 아르헨티나 대의원